# Ulli Martin

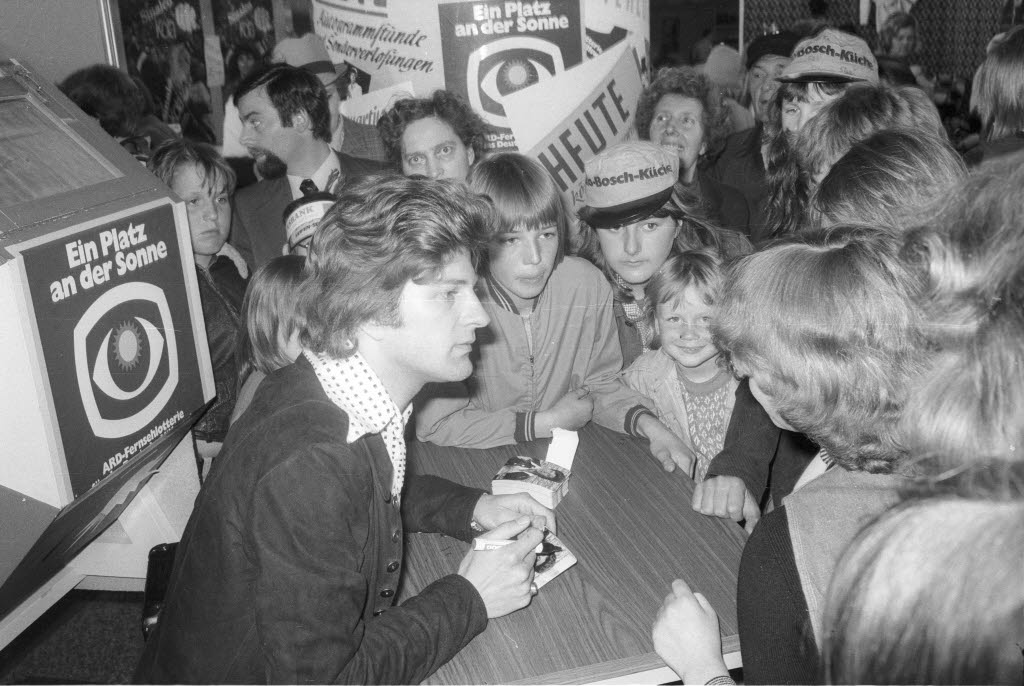
Ulli Martin bei einer Autogrammstunde (1976)

Ulli Martin, bürgerlich: Hans Ulrich Wiese (* 19. Juli 1946 in Osnabrück) ist ein deutscher Schlagersänger.

## Leben
Hans-Ulrich Wiese begann seine Karriere in den 1960er Jahren als Sänger in einer Beatgruppe (The Bats, später umbenannt in The Mad Bats). Für seine Mutter hatte er ein Band mit einigen Liedern besungen, das durch Zufall dem Musikproduzenten Leo Leandros in die Hände fiel. Er erkannte das Potential des jungen Sängers und produzierte mit ihm einige Singles, die aber unbeachtet blieben. Im Sommer 1971 landete die Single Monika auf Platz 2 der deutschen Hitparade. Dieser Titel basierte auf dem patriotischen bulgarischen Schlager Moja strana, moja Bulgaria von Emil Dimitrov. Auch mit den beiden folgenden Singles Ich träume mit offenen Augen von dir und Du mußt nicht weinen hatte er Erfolg.
Leo Leandros verlor aber schnell wieder das Interesse an ihm, weil er sich auf die Karriere seiner Tochter Vicky Leandros und die des aufstrebenden Demis Roussos konzentrierte.
Bis 1974 hatte er mit Ein einsames Herz, das braucht Liebe, Ich liebe dich, Du bist das allerschönste Mädchen und Mariann, Mariann weitere Hits, bevor er in der Versenkung verschwand. Es folgten bis in die frühen 1980er Jahre diverse Comebackversuche, die aber scheiterten.

## Diskografie

### Alben
| Jahr | Titel               | Höchstplatzierung, Gesamtwochen, AuszeichnungChartsChartplatzierungen (Jahr, Titel, Platzierungen, Wochen, Auszeichnungen, Anmerkungen) | Anmerkungen      |
| Jahr | Titel               | DE | Anmerkungen      |
| ---- | ------------------- | --- | ---------------- |
| 1971 | Ein Traum wird wahr | DE18 (6 Wo.)DE | Philips 6305 129 |
| 1973 | Ich liebe dich      | DE32 (2 Wo.)DE | Philips 6305 178 |

Weitere Alben
- 1972: Ulli Martin
- 1975: Schenk mir noch einen Tanz
- 1989: Fernweh Träumerei (Imtrat 300.017)

Kompilationen
- 1974: Star für Millionen – Kompilation (Philips 6305 236)
- 2013: Ich träume mit offenen Augen von dir – Kompilation, 3-CD-Box-Set (Electrola/Universal 3751526)

### Singles
| Jahr | Titel Album                                              | Höchstplatzierung, Gesamtwochen, AuszeichnungChartsChartplatzierungen (Jahr, Titel, Album, Platzierungen, Wochen, Auszeichnungen, Anmerkungen) | Anmerkungen      |
| Jahr | Titel Album                                              | DE | Anmerkungen      |
| ---- | -------------------------------------------------------- | --- | ---------------- |
| 1971 | Monika Ein Traum wird wahr                               | DE2 (21 Wo.)DE | Philips 6003 132 |
| 1971 | Ich träume mit offenen Augen von dir Ein Traum wird wahr | DE3 (21 Wo.)DE | Philips 6003 188 |
| 1972 | Du mußt nicht weinen Ein Traum wird wahr                 | DE10 (16 Wo.)DE | Philips 6003 223 |
| 1972 | Ein einsames Herz, das braucht Liebe                     | DE25 (8 Wo.)DE | Philips 6003 251 |
| 1973 | Ich liebe dich                                           | DE21 (14 Wo.)DE | Philips 6003 289 |
| 1973 | Du bist das allerschönste Mädchen Ich liebe dich         | DE42 (4 Wo.)DE | Philips 6003 325 |
| 1974 | Mariann, Mariann                                         | DE42 (1 Wo.)DE | Philips 6003 358 |

Weitere Singles
- 1973: Komm doch zu mir (Philips 6003 322)
- 1974: Das Lied unserer Liebe (Philips 6003 373)
- 1974: Das Schiff der verlorenen Herzen (Philips 6003 382)
- 1975: Schenk’ mir noch einen Tanz (Philips 6003 453)
- 1976: Wie ein Mantel im Wind (Philips 6003 502)
- 1976: Drei verrückte Mädchen (Philips 6003 540)
- 1977: Mit 17 fängt das Leben erst an (Save the Last Dance for Me) (Philips 6003 588)
- 1978: Engel müssen früher sterben (Philips 6003 572)
- 1978: Rote Rosen im Schnee (Polydor 2042 045)
- 1980: Meine Fehler seh’ ich ein (Telefunken 6.12866)
- 1981: Es steht viel auf dem Spiel (Telefunken 6.13021)
- 1981: Bleib heute nacht bei mir (Telefunken 6.13173)
- 1982: Und ich geh’ meinen Weg… (Telefunken 6.13360)
- 1983: Seit es dich gibt (TELDEC 6.13735)
- 1987: Adieu Goodbye Madonna Mia (Actic Special MS 219)
- 1990: Nur mit Dir / Monika (Remix 1990) (WPL Records 21.680)